# Salomón Camacho Mora
Salomón Camacho Mora, también conocido por los alias de "Papa Grande", "El Viejo", "Salo", "El Patrón" y "Héctor Aníbal Montoya", es un narcotraficante colombiano que fue capturado en Venezuela en 2010, extraditado a Estados Unidos donde pagó condena, regresó deportado a Colombia en 2019 y quedó en libertad al no tener cargos vigentes en el país. Camacho Mora estuvo asociado con todos los principales carteles de la droga en Colombia y Venezuela.

## Trayectoria criminal
En la década de 1980 fue socio cercano de los capos del cartel de Medellín, Pablo Escobar y Gonzalo Rodríguez Gacha del Cartel de Bogotá, pero tras la guerra que desataron los jefes de Los Extraditables contra el Estado colombiano, Camacho Mora pasó a conformar el Cartel de la Costa junto Alberto Orlandes Gamboa alias "El Caracol" y se asociaron con el Cartel de Cali.
Camacho Mora luego se asoció con el Cartel de La Guajira y finalmente con el Cartel del Norte del Valle. Fue socio cercano del jefe de seguridad del Cartel del Norte del Valle Wilber Varela, alias "Jabón" quien estaba directamente bajo el mando Orlando Henao.

## Captura en Venezuela y Extradición a Estados Unidos
Camacho Mora fue capturado en Venezuela el 13 de enero de 2010, y extraditado a los Estados Unidos bajo cargos de narcotráfico y lavado de activos, donde pagó una condena de 11 años de prisión.
Fue acusado por las autoridades estadounidenses de haber exportado 9 toneladas de cocaína a Estados Unidos entre 1999 y 2000 desde puertos venezolanos con destino a islas del Caribe y luego a los Estados Unidos.

## Deportación a Colombia
El 24 de julio de 2019, Camacho Mora fue deportado de los Estados Unidos a Colombia luego de cumplir su condena por narcotráfico y lavado de activos. Sin embargo, Camacho Mora quedó en libertad ya que la justicia colombiana no tenía cargos vigentes en su contra.